# Ľubomír Belák
Ľubomír Belák (* 5. ledna 1951 Bratislava) je slovenský hudebník, skladatel a televizní producent. Jeho otec Michal Belák byl moderátor, zpěvák a herec a jeho matka Pavla (rozená Adámková) byla členka sboru Slovenského národního divadla v Bratislavě. Jeho mladší sestra Jana Beláková je zpěvačka a starší sestra Daniela Luthová módní designerka. V roce 1983 absolvoval studium na Filozofické fakultě Univerzity Komenského v Bratislavě.

## Hudební kariéra
Ľubomír Belák začínal v 60. letech v bigbítové kapele The Players, později s vlastním orchestrem doprovázel Evu Kostolányiovou a Karla Duchoňa. Se sestrou Janou vytvořili duo sourozenců Belákovců, které od roku 1980 doprovázela jeho skupina Ľuba Beláka. Roku 1981 založil rockovou skupinu LBT, s kterou vydal LP ve vydavatelství Opus. Ve stejném roce pomohl produkovat další LP pro populární humoristickou dvojici Milan Lasica a Július Satinský.
Ľubomír Belák byl hudební režisér Bratislavské lyry, Bratislavských jazzových dnů atd. Od roku 1984 byl dramaturgem redakce zábavy Československé televize - studio Bratislava a spolupracoval na výrobě televizní hitparády Triangel, která patřila mezi průkopníky v produkci slovenských videoklipů. V letech 1988-1990 byl hlavní dramaturg redakce zábavy Slovenské televize.
Od roku 1992 je nezávislý televizní producent, produkoval relace Čo dokáže ulica, Rhytmick, Život zvaný droga, Music klub atd.

## Diskografie
- 1980 – Karol Duchoň – skupina Ľuba Beláka
- 1981 – Milan Lasica, Július Satinský a Jaroslav Filip – Bolo nás jedenásť
- 1981 – Rezsõ Soltész – Robot love
- 1982 – Mixed Co. – Islands
- 1983 – Radošinské naivné divadlo – Jááánošík (dvojalbum)
- 2008 – Ľubo Belák – Bigbíťák

## Filmová hudba
- Autobus – krátkometrážní film
- Droga – televizní krátkometrážní film
- Slovensko – stredometrážní film
- Slniečko na rukavičke – televizní cyklus
- Mať tak o koliesko viac – animovaný televizní cyklus

## Televizní tvorba
- Čo dokáže ulica (cyklus)
- Rhytmick (cyklus)
- Keď odchádza kapela (cyklus)
- Príbeh zvaný droga (cyklus)
- Ide pieseň okolo (cyklus)
- Detektívka (hudobný film Elánu)
- Papierové lásky (televizní dramatizace příběhu s písničkami)

## Teoretická tvorba – masmediální komunikace
- "Projekt Verejnoprávnej televízie" – 2006
- "Punk a nová vlna" (dizertační práce na Filozofické Fakultě Univerzity Komenského v Bratislavě)